# Lucius Cornelius Sisenna
Lucius Cornelius Sisenna (v. 120-67 av. J.-C.) est un légat et un historien romain. 

## Biographie
Lucius Cornelius Sisenna fut tué lors de la campagne contre les pirates menée par Pompée en vertu de la lex Gabinia, après la Troisième guerre de Mithridate. Sisenna, légat de Pompée, était chargé avec une flotte de surveiller les côtes du Péloponnèse. Au cours de ses opérations de nettoyage de la Méditerranée orientale, Pompée se trouva en rivalité avec Quintus Caecilius Metellus Creticus, qui avait été envoyé en Crète pour en éliminer les pirates ; Q. Metellus refusa de reconnaître l’imperium supérieur de Pompée. Pompée chercha, sans succès, à l'y contraindre en envoyant contre lui son lieutenant L. Octavius, assisté de Sisenna, qui trouva la mort pendant cette opération.
Il est l'auteur d'une histoire en vingt-trois tomes, tous perdus, seuls quelques fragments sont encore disponibles. Il semble que Salluste ait commencé son travail sur l'histoire en continuation de celui de Sisenna. 
Sisenna semble également avoir traduit un recueil de contes érotiques et picaresques d'Aristide de Milet intitulé Milesiae fabulae, qui aurait servi de modèle à Pétrone pour l'écriture de son Satyricon.